# Wasteland (série)
Wasteland é uma série de jogos eletrônicos de RPG pós-apocalíptico de mundo aberto. O primeiro jogo, Wasteland, foi desenvolvido pela Interplay em 1988 e foi o predecessor dos jogos Fallout. A inXile Entertainment desenvolveu as duas sequências, Wasteland 2 (2014) e Wasteland 3 (2020), com base em crowdfunding.

## Wasteland(1988)
Wasteland foi desenvolvido pela Interplay e gerou a série Fallout. O jogo foi publicado pela Electronic Arts. Mais tarde, a inXile Entertainment remasterizou e relançou o jogo.

## Wasteland 2(2014)
Wasteland 2 foi desenvolvido depois que Brian Fargo obteve os direitos da IP da Konami, que havia obtido os direitos da Electronic Arts. Fargo desenvolveu o jogo com sua empresa inXile por meio de crowdfunding em 2012. O jogo foi lançado em 2014 para Linux, Mac e Windows, e mais tarde foi portado para o PlayStation 4 e Xbox One. A inXile ganhou US$ 12 milhões em receita com o jogo. Foi confirmado que o jogo chegará ao Nintendo Switch.

## Wasteland 3(2020)
Wasteland 3 melhorou os gráficos, mas um tempo de jogo mais curto de 50 horas em comparação com o segundo jogo, que teve mais de 100 horas, e se passa no Colorado. Inclui multijogador cooperativo com dois jogadores, bem como um sistema de combate atualizado semelhante ao XCOM: Enemy Unknown. O jogo foi lançado em Linux, macOS, PlayStation 4, Windows e Xbox One em 2020.